# Kaufhalle Oderland
Die Kaufhalle Oderland in Manschnow war ein Pilotprojekt der DDR-Konsumgenossenschaft.

## Ausgangssituation
Im Verlauf der 1950er Jahre hatte sich mit zunehmender Deutlichkeit gezeigt, dass die Einkaufsmöglichkeiten in den ländlichen Gebieten der DDR unbefriedigend waren. Nach Erhebungen des Instituts für handelstechnische Information aus dem Jahre 1961 mussten Landbewohner im Durchschnitt allein 30 Minuten Wegzeit einplanen, um nur bis zum nächstgelegenen Geschäft zu gelangen; zusätzliche 50 Minuten mussten für den vergeblichen Weg von Geschäft zu Geschäft auf der Suche nach Mangelwaren aufgewendet werden. Hinzu kam, dass das Land im Vergleich zu den Städten deutlich schlechter mit Waren und Dienstleistungen versorgt wurde.

## Planungen
Da die schlechte Versorgung und die dünne Einzelhandels-Infrastruktur unter der Landbevölkerung als Vernachlässigung und Desinteresse an ihren Bedürfnissen wahrgenommen wurde, worunter die Glaubwürdigkeit der SED-Führung litt, die sich selbst ausdrücklich als Vertreter der Arbeiter und Bauern darstellte, und zudem die Gefahr von Unruhen nicht auszuschließen war, wurde nach Möglichkeiten der Abhilfe gesucht.
1959 beschloss die Handelskonferenz der SED, dass bis 1965 der ländliche Raum flächendeckend durch Großraumlandverkaufstellen erschlossen werden sollte. Dabei handelte es sich um moderne Dienstleistungszentren, die neben einem umfassenden Warenangebot auch Wäschereien, Reparatur- und Serviceeinrichtungen sowie Friseur- und Kosmetiksalons bieten sollten. Für Pilotprojekte mit Vorzeigecharakter waren die Ortschaften Siedenbollentin, Mockrehna und Manschnow vorgesehen.

## Umsetzung
Mit dem Bau der Kaufhalle Oderland in Manschnow wurde 1960 begonnen. Dabei traten schnell Schwierigkeiten auf: Es stellte sich bald heraus, dass zur Verwirklichung dieses und der beiden Schwesterprojekte die notwendigen Kapazitäten nur schwer aufzubringen waren. Baumaterialien, Maschinen und Arbeitskräfte mussten von anderen Baustellen abgezogen werden, wodurch dort Stockungen auftraten.
Auch die Ausstattung bereitete Probleme, da Geräte mit dem erwünschten hohen Standard kaum zu beschaffen waren. Beispielsweise sollten die benötigten Waschautomaten aus Westdeutschland eingeführt werden, was jedoch am Devisenmangel scheiterte. Daraufhin versuchte man, vergleichbare Maschinen aus der ČSSR zu beschaffen; doch auch das war nicht möglich, da die Geräte in den Importplanungen nicht vorgesehen waren. Die Waschautomaten für die Siedenbollentiner Kaufhalle Oderland wurden schließlich aus einer anderen Region der DDR abgezogen, wo sie durch ihr Fehlen einen neuen Mangel hervorriefen.
Manschnow und die beiden anderen Pilotprojekte blieben die einzigen Großraumlandverkaufstellen; die Pläne für den Aufbau eines umfassenden Netzes ländlicher Dienstleistungszentren wurden angesichts der deutlich zutagegetretenen Schwierigkeiten bei der Verwirklichung von nur drei solcher Einrichtungen aufgegeben. Die Baukapazitäten, die bei der Errichtung weiterer Zentren gebunden worden wären, wurden außerdem beim großangelegten landesweiten Bau von Rinderställen benötigt.

## Sortiment
Da die Versorgung mit Konsumgütern in der DDR stets starke Merkmale einer Mangelwirtschaft aufwies, mussten bei der Zusammenstellung des Sortiments der Großraumlandverkaufstellen Kompromisse gesucht werden. Da es sich um Vorzeigeprojekte handelte, entschied man sich im Fall der Kaufhalle Oderland, kein stark eingeschränktes Vollsortiment aller Warenarten anzubieten, sondern stattdessen auf einzelne Teilsortimente von geringer Nachfrage ganz zu verzichten und dafür die übrigen
Warengruppen umfangreicher zu bestücken. So wurden keine Konfektion, Meterware, Möbel und Raumtextilien angeboten, mit der Absicht, sie zu einem späteren Zeitpunkt bei verbesserter Versorgungslage nachträglich ins Angebot einzugliedern, wozu es allerdings nie kam.
Das Gebäude der Kaufhalle Oderland existiert noch heute; es beherbergt mittlerweile einen Edeka-Supermarkt.

## Weblink
- Fotos der Kaufhalle Oderland aus dem Jahr 1964

Koordinaten: 52° 33′ 0,5″ N, 14° 33′ 13,9″ O